# Within My Heart
Within My Heart è un singolo del gruppo musicale svedese Dead by April pubblicato nel 2011.

## Tracce
1. Within My Heart – 3:25
2. Two Faced – 3:04
3. Unhateable – 3:00